# بی‌پی‌ئی‌آر بانکا
بی‌پی‌ئی‌آر بانکا (انگلیسی: BPER Banca) شرکت خدمات مالی و بانکداری ایتالیایی است، که در سال ۱۹۸۳ تأسیس شد.